# Giro d'Italia 2006
Il Giro d'Italia 2006, ottantanovesima edizione della "Corsa Rosa", si svolse in 21 tappe dal 6 al 28 maggio 2006, per un totale di 3 508,2 km, e fu vinto da Ivan Basso.
La partenza della "Corsa Rosa" avvenne a Seraing, in Belgio, con una cronometro di 6,2 km, mentre la conclusione fu a Milano (come consuetudine dal 1990) dopo 3 508 km. Ivan Basso, in forza al Team CSC, si impose con oltre nove minuti di vantaggio sullo spagnolo José Enrique Gutiérrez, della Phonak Hearing Systems, con una velocità media di 38,294 km/h e un totale di 91h33'36", dimostrando sia in montagna, sia a cronometro una netta superiorità sui diretti rivali. 

## Percorso
L'ultima volta che il Giro aveva preso il via all'estero era stata nel 2002 (partenza da Groninga nei Paesi Bassi), anno in cui gli organizzatori celebrarono l'Unione europea in coincidenza con l'entrata in vigore dell'Euro.
Furono disputate 3 cronometro: prima, quinta (una cronosquadre) e undicesima tappa. Era dal 1989 (vittoria della Ariostea a Messina) che non veniva disputata una cronometro a squadre alla "Corsa rosa". Nell'ultimo giorno della kermesse, il 28 maggio, si sarebbero dovute disputare due semitappe: la Canzo-Ghisallo, cronoscalata di 11 km, e la Lecco-Milano, frazione pianeggiante di 116 km. Le semitappe mancavano dalle tabelle del Giro dal 1994. La decisione  fu però revocata in seguito a una disposizione dell'Unione Ciclistica Internazionale.
Furono invece quattro gli arrivi in salita. Complessivamente, il dislivello Giro  fu di oltre 22 km (comprensivi di 11 Gran Premi della Montagna di Terza Categoria, 6 di Seconda, 8 di Prima, e il Passo Gavia, Cima Coppi), circa due in meno rispetto all'edizione del 1999. Due furono i giorni di riposo, il 10 e il 17 maggio.
Il traguardo Intergiro fu sostituito dal Gazzetta 110, per celebrare i 110 anni di vita della Gazzetta dello Sport, organizzatore dell'evento. Non fu preso il tempo del corridore (contrariamente alle passate edizioni), ma i punti realizzati furono calcolati in base al piazzamento del relativo traguardo in proporzione con la posizione in classifica generale e di tappa (la maglia azzurra fu definita "Gran Combinata"). I traguardi volanti continuarono ad assegnare abbuoni di 6 (al primo), 4 (al secondo piazzato) e 2 secondi (al terzo nell'ordine). La Gran Combinata fu vinta da Paolo Savoldelli. Sulla falsariga del Tour de France, fu introdotta una speciale "figura" per il corridore che accumula più punti al traguardo volante Gazzetta 110: il numero rosa (vinto da Paolo Bettini sul "filo di lana").
Gli abbuoni al traguardo di tappa furono sempre di 20 (al primo classificato), 12 (al secondo) e 8 secondi (al terzo), a eccezione delle cronometro (senza abbuoni).

## Tappe
| Tappa  | Data      | Percorso                                                     | km      | Vincitore di tappa     | Leader cl. generale |
| ------ | --------- | ------------------------------------------------------------ | ------- | ---------------------- | ------------------- |
| 1ª     | 6 maggio  | Seraing (BEL) > Seraing (BEL) (cron. individuale)            | 6,2     | Paolo Savoldelli       | Paolo Savoldelli    |
| 2ª     | 7 maggio  | Mons (BEL) > Charleroi (BEL)                                 | 203     | Robbie McEwen          | Paolo Savoldelli    |
| 3ª     | 8 maggio  | Perwez (BEL) > Namur (BEL)                                   | 202     | Stefan Schumacher      | Stefan Schumacher   |
| 4ª     | 9 maggio  | Wanze (BEL) > Hotton (BEL)                                   | 182     | Robbie McEwen          | Stefan Schumacher   |
|        | 10 maggio | giorno di riposo                                             |         |                        |                     |
| 5ª     | 11 maggio | Piacenza > Cremona (cron. a squadre)                         | 38      | Team CSC               | Serhij Hončar       |
| 6ª     | 12 maggio | Busseto > Forlì                                              | 223     | Robbie McEwen          | Olaf Pollack        |
| 7ª     | 13 maggio | Cesena > Saltara                                             | 236     | Rik Verbrugghe         | Serhij Hončar       |
| 8ª     | 14 maggio | Civitanova Marche > Passolanciano                            | 171     | Ivan Basso             | Ivan Basso          |
| 9ª     | 15 maggio | Francavilla al Mare > Termoli                                | 127     | Tomas Vaitkus          | Ivan Basso          |
| 10ª    | 16 maggio | Termoli > Peschici                                           | 190     | Franco Pellizotti      | Ivan Basso          |
|        | 17 maggio | giorno di riposo                                             |         |                        |                     |
| 11ª    | 18 maggio | Pontedera > Pontedera (cron. individuale)                    | 50      | Jan Ullrich Ivan Basso | Ivan Basso          |
| 12ª    | 19 maggio | Livorno > Sestri Levante                                     | 165     | Joan Horrach           | Ivan Basso          |
| 13ª    | 20 maggio | Alessandria > La Thuile                                      | 216     | Leonardo Piepoli       | Ivan Basso          |
| 14ª    | 21 maggio | Aosta > Domodossola                                          | 224     | Luis Laverde           | Ivan Basso          |
| 15ª    | 22 maggio | Mergozzo > Brescia                                           | 182     | Paolo Bettini          | Ivan Basso          |
| 16ª    | 23 maggio | Rovato > Monte Bondone                                       | 173     | Ivan Basso             | Ivan Basso          |
| 17ª    | 24 maggio | Termeno sulla Strada del Vino > Plan de Corones Passo Furcia | 121     | Leonardo Piepoli       | Ivan Basso          |
| 18ª    | 25 maggio | Sillian (AUT) > Gemona del Friuli                            | 227     | Stefan Schumacher      | Ivan Basso          |
| 19ª    | 26 maggio | Pordenone > Passo San Pellegrino                             | 220     | Juan Manuel Gárate     | Ivan Basso          |
| 20ª    | 27 maggio | Trento > Aprica                                              | 212     | Ivan Basso             | Ivan Basso          |
| 21ª-1ª | 28 maggio | Canzo > Madonna del Ghisallo                                 | 11      | annullata              |                     |
| 21ª    | 28 maggio | Madonna del Ghisallo > Milano                                | 140     | Robert Förster         | Ivan Basso          |
| Totale | Totale    | Totale                                                       | 3 508,2 |                        |                     |

## Squadre e corridori partecipanti
Presero parte alla corsa 22 squadre (di cui 20 del circuito UCI ProTour) per un totale di 198 atleti, suddivisi tra 150 di nazionalità estera e 48 italiani. 48 sono stati complessivamente i corridori ad abbandonare la kermesse prima dell'arrivo a Milano. Il corridore più anziano fu il russo Vjačeslav Ekimov, della Discovery Channel, con 40 primavere alle spalle, mentre il più giovane fu Mickaël Delage, in forza alla Française des Jeux, classe 1985. 
Il numero uno fu indossato dal vincitore del Giro 2005 Savoldelli, della Discovery Channel.
| N.      | Cod. | Squadra                        |
| ------- | ---- | ------------------------------ |
| 1-9     | DSC  | Discovery Channel              |
| 11-19   | A2R  | AG2R Prévoyance                |
| 21-29   | BTL  | Bouygues Télécom               |
| 31-39   | CEI  | Caisse d'Epargne-Illes Balears |
| 41-49   | PAN  | Ceramiche Panaria-Navigare     |
| 51-59   | COF  | Cofidis                        |
| 61-69   | C.A  | Crédit Agricole                |
| 71-79   | DVL  | Davitamon-Lotto                |
| 81-89   | EUS  | Euskaltel-Euskadi              |
| 91-99   | FDJ  | Française des Jeux             |
| 101-109 | GST  | Gerolsteiner                   |

| N.      | Cod. | Squadra                            |
| ------- | ---- | ---------------------------------- |
| 111-119 | LAM  | Lampre-Fondital                    |
| 121-129 | LSW  | Liberty Seguros-Würth              |
| 131-139 | LIQ  | Liquigas                           |
| 141-149 | PHO  | Phonak Hearing Systems             |
| 151-159 | QSI  | Quick Step-Innergetic              |
| 161-169 | RAB  | Rabobank                           |
| 171-179 | SDV  | Saunier Duval-Prodir               |
| 181-189 | CLM  | Selle Italia-Serram. Diquigiovanni |
| 191-199 | CSC  | Team CSC                           |
| 201-209 | MRM  | Team Milram                        |
| 211-219 | TMO  | T-Mobile Team                      |

## Resoconto degli eventi

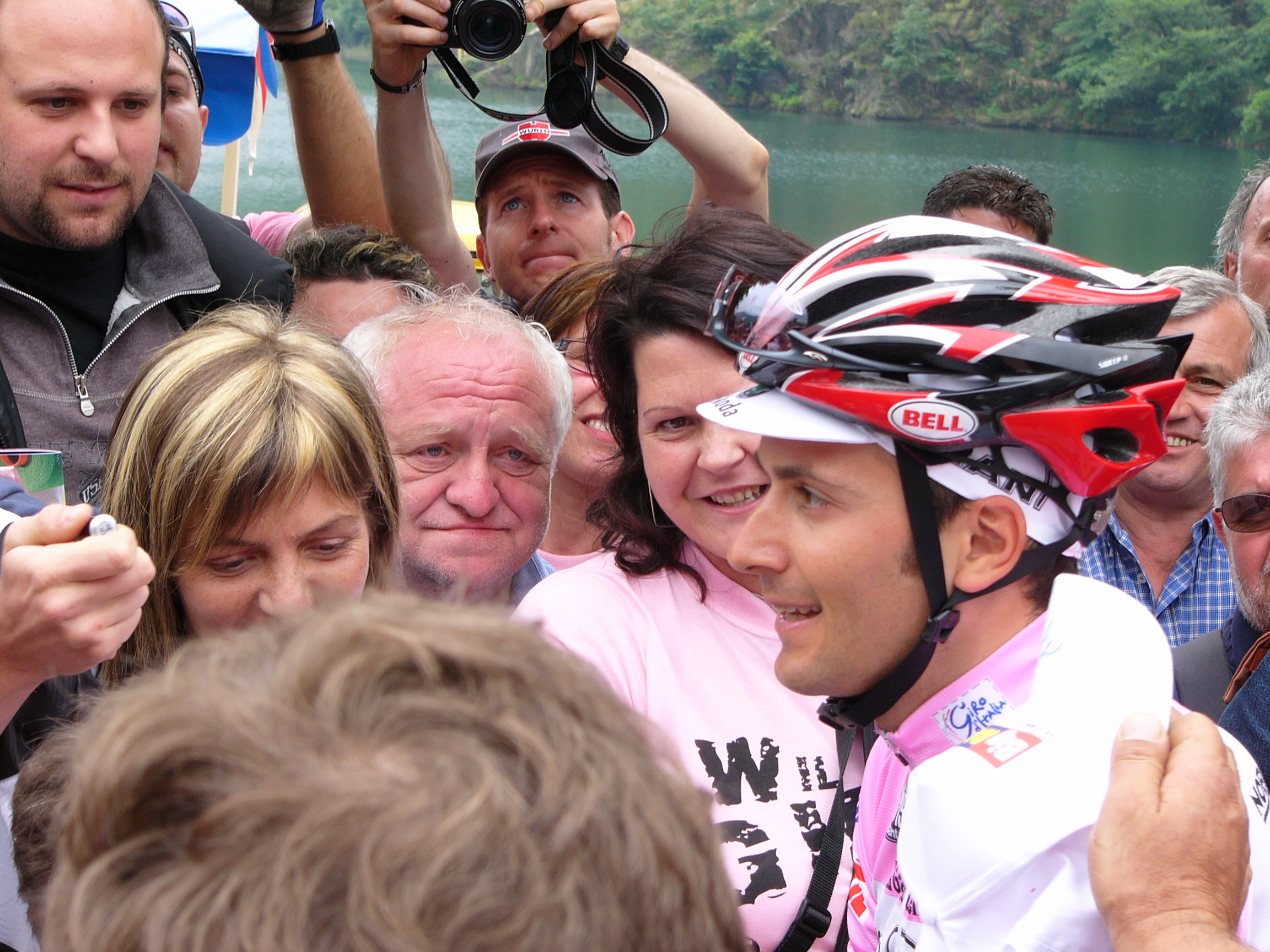
Ivan Basso, vincitore del Giro 2006

La corsa partì da Seraing, in Belgio, per commemorare il cinquantesimo anniversario del Disastro di Marcinelle, in cui perirono 136 minatori italiani, e si snodò in territorio belga per quattro giorni. Savoldelli conquistò il prologo ma non mantenne la maglia rosa a lungo: al terzo giorno infatti si vestì di rosa il tedesco Stefan Schumacher, mentre al rientro in Italia fu l'ucraino Serhij Hončar a indossare la maglia rosa.
Dopo la prima settimana Ivan Basso si scatenò dominando la corsa: vinse alla Maielletta e dopo il giorno di riposo si piazzò secondo, dietro al solo Jan Ullrich, nella prova a cronometro di Pontedera, portando così a quasi tre minuti il vantaggio sui rivali in classifica. In seguito la vittoria del tedesco fu revocata per doping. A La Thuile Basso si classificò secondo, alle spalle del solo Leonardo Piepoli, distaccando sempre più la rivelazione spagnola José Enrique Gutiérrez – in quel momento secondo in classifica – e Paolo Savoldelli, salito al terzo posto, complice la caduta di Hončar. A Trento Basso suggellò quindi il proprio dominio, vincendo la tappa del Monte Bondone con più di un minuto su Simoni, Piepoli e Gutiérrez e tre minuti su Savoldelli. Nella successiva frazione, con arrivo al Passo Furcia, Basso lasciò la vittoria di tappa a Piepoli, aumentando ancora una volta il margine sui primi inseguitori (accumulando un vantaggio di quasi sei minuti su Gutiérrez e di dieci su Simoni).
Dopo la tappa del Passo San Pellegrino, vinta da Juan Manuel Gárate sul compagno di fuga Jens Voigt, che sportivamente gli lasciò il successo dopo essere rimasto a ruota tutto il giorno, l'ultima frazione alpina portò il gruppo sul Mortirolo e sull'Aprica. Gli uomini di classifica tennero a lungo, quel giorno, la ruota di Basso; nell'ascesa finale tuttavia la maglia rosa li staccò ancora una volta, andando a vincere in solitaria (terzo trionfo di tappa) con 1'17" su Simoni, 2'51" su Cunego e Gutiérrez e più di sei minuti sugli altri big. Quel successo però scatenò la furia di Gilberto Simoni, che, dopo essere rimasto con Basso sul Mortirolo, affermò che il varesino gli avrebbe chiesto di aspettarlo lungo la discesa; in seguito Simoni accusò Basso di avergli chiesto del denaro per lasciargli vincere la tappa. La Federazione Ciclistica Italiana aprì in seguito un'inchiesta sull'episodio, ma Simoni davanti ai giudici ritrattò la sua versione iniziale. 
Basso vinse così il Giro 2006 da dominatore, con quasi 10 minuti di vantaggio su Gutiérrez, 12 su Simoni e quasi venti minuti sui più distaccati Cunego e Savoldelli, rispettivamente quarto e quinto.

## Dettagli delle tappe

### 1ª tappa
- 6 maggio: Seraing (Belgio) > Seraing (Belgio) – Cronometro individuale – 6,2 km

Risultati
| Pos. | Corridore              | Squadra         | Tempo |
| ---- | ---------------------- | --------------- | ----- |
| 1    | Paolo Savoldelli       | Discovery Ch.   | 7'50" |
| 2    | Bradley McGee          | Franç. des Jeux | a 11" |
| 3    | José Enrique Gutiérrez | Phonak          | a 13" |

| Pos. | Corridore              | Squadra         | Tempo |
| ---- | ---------------------- | --------------- | ----- |
| 1    | Paolo Savoldelli       | Discovery Ch.   | 7'50" |
| 2    | Bradley McGee          | Franç. des Jeux | a 11" |
| 3    | José Enrique Gutiérrez | Phonak          | a 13" |

Descrizione e riassunto
La cronometro fu vinta da Paolo Savoldelli, il quale confermò le prestazioni del Giro d'Italia 2005. Ottimo discesista, la nuova maglia rosa distaccò di ben 11" il secondo classificato, l'australiano Bradley McGee. Grazie ai migliori parziali ottenuti sul GPM e sul traguardo Gazzetta 110, a Savoldelli andarono anche le maglie azzurra e verde. Gli altri favoriti al Giro - secondo i pronostici - (nell'ordine di classifica: Danilo Di Luca, Ivan Basso, Damiano Cunego e Gilberto Simoni) non subirono ritardi superiori ai 30". Da segnalare che una bicicletta, staccatasi dal tetto di un'ammiraglia della Française des Jeux, colpì tre spettatori al di là delle transenne (fortunatamente, nessuno riportò ferite gravi).

### 2ª tappa
- 7 maggio: Mons (Belgio) > Marcinelle (Belgio) – 203 km

Risultati
| Pos. | Corridore     | Squadra       | Tempo    |
| ---- | ------------- | ------------- | -------- |
| 1    | Robbie McEwen | Davitamon     | 4h51'43" |
| 2    | Olaf Pollack  | T-Mobile Team | s.t.     |
| 3    | Paolo Bettini | Quick Step    | s.t.     |

| Pos. | Corridore              | Squadra         | Tempo    |
| ---- | ---------------------- | --------------- | -------- |
| 1    | Paolo Savoldelli       | Discovery Ch.   | 4h59'33" |
| 2    | Bradley McGee          | Franç. des Jeux | a 11"    |
| 3    | José Enrique Gutiérrez | Phonak          | a 13"    |

Descrizione e riassunto
La tappa ha avuto come sede di arrivo Charleroi-Marcinelle, per commemorare il cinquantenario della tragedia avvenuta in una miniera, nella quale morirono 262 persone di cui 136 italiani. Tappa per velocisti. Solo un GPM di minima categoria, con lievissime pendenze, a 53 km dall'arrivo.
Dopo il minuto di raccoglimento per gli Alpini italiani morti in Afghanistan e per la commemorazione delle vittime di Marcinelle, la tappa fu dominata nella prima parte dalla pioggia e da una fuga di 6 corridori, di cui due caddero quasi subito, ma senza conseguenze. I 4 rimanenti (vantaggio massimo 5', con lo svantaggio di aver trovato un passaggio a livello chiuso) furono ripresi alla spicciolata dal gruppo, tirato dal Team Milram di Alessandro Petacchi, a meno di 20 km dal traguardo di Marcinelle, dopo una fuga di 130 km. Lavoro, quello della Milram, vano, dato che Petacchi si trovò chiuso nella volata, garantendo una facile vittoria al velocista australiano Robbie McEwen, della Davitamon-Lotto. Tutto invariato, invece, in classifica generale.

### 3ª tappa
- 8 maggio: Perwez (Belgio) > Namur (Belgio) – 202 km

Risultati
| Pos. | Corridore         | Squadra       | Tempo    |
| ---- | ----------------- | ------------- | -------- |
| 1    | Stefan Schumacher | Gerolsteiner  | 5h14'41" |
| 2    | José Luis Rubiera | Discovery Ch. | a 2"     |
| 3    | Davide Rebellin   | Gerolsteiner  | a 6"     |

| Pos. | Corridore         | Squadra       | Tempo     |
| ---- | ----------------- | ------------- | --------- |
| 1    | Stefan Schumacher | Gerolsteiner  | 10h14'04" |
| 2    | Paolo Savoldelli  | Discovery Ch. | a 13"     |
| 3    | Davide Rebellin   | Gerolsteiner  | a 23"     |

Descrizione e riassunto
Due salite di 3ª Categoria contribuirono ad infiammare la tappa. Saliscendi continui, con parte del percorso che ricalcò quello della Freccia Vallone fino ad Huy. Arrivati qui, però, non era prevista la scalata del celebre muro. Gli ultimi due chilometri prima del traguardo, posto nella cittadella medievale di Namur, furono in salita, con una pendenza media del 5%, e sul pavé. La frazione si adattava, per lo più, a scattisti veloci.
Per il secondo giorno consecutivo, i corridori incapparono nella pioggia. Al km 9 di gara partirono 4 corridori, ripresi ancora una volta a una ventina di chilometri dall'arrivo. Causa disattenzioni, strada stretta e pioggia, le cadute furono frequenti, ma mai collettive. Tra i coinvolti ci fu anche il velocista Alessandro Petacchi, che, infortunatosi al ginocchio, giunse a Namur con 14'38" di ritardo dal primo, aiutato dei gregari del Team Milram (in serata si scoprì la frattura alla rotula del ginocchio sinistro, che lo costrinse ad abbandonare il Giro). A due km dal termine, in vista dell'ultima asperità, scattò lo spagnolo José Luis Rubiera; a seguirlo fu il giovane della Gerolsteiner Stefan Schumacher, che superò Rubiera a 500 metri dalla linea d'arrivo, staccandolo di 2". Grazie agli abbuoni e al frammentarsi del gruppo, Schumacher indossò la maglia rosa a fine gara.

### 4ª tappa
- 9 maggio: Wanze (Belgio) > Hotton (Belgio) – 182 km

Risultati
| Pos. | Corridore     | Squadra      | Tempo    |
| ---- | ------------- | ------------ | -------- |
| 1    | Robbie McEwen | Davitamon    | 4h38'51" |
| 2    | Paolo Bettini | Quick Step   | s.t.     |
| 3    | Alberto Loddo | Selle Italia | s.t.     |

| Pos. | Corridore         | Squadra       | Tempo     |
| ---- | ----------------- | ------------- | --------- |
| 1    | Stefan Schumacher | Gerolsteiner  | 14h52'55" |
| 2    | Paolo Savoldelli  | Discovery Ch. | a 13"     |
| 3    | Davide Rebellin   | Gerolsteiner  | a 23"     |

Descrizione e riassunto
Due Gran Premi della Montagna, di cui uno in prossimità della partenza. Prima del riposo, un'altra tappa caratterizzata da un arrivo in volata. Le "cotes" del Belgio, sebbene non durissime, avrebbero potuto garantire fughe e selezioni, soprattutto nel primo tratto di gara.
Tra i favoriti della tappa ci doveva essere Alessandro Petacchi, tra i migliori velocisti al mondo. Lo spezzino, però, ritirandosi a causa dell'infortunio al ginocchio, lasciò strada libera ad un altro sprinter, Robbie McEwen (Davitamon-Lotto), che centrò la seconda vittoria personale al Giro 2006. Tappa, in gran parte pianeggiante, movimentata solo dalla fuga di 5 uomini, ripresi a 30 km dall'arrivo. La classifica generale rimase invariata; la maglia ciclamino passò invece sulle spalle sempre di McEwen, che, seppur a pari punti con Paolo Bettini (classificatosi secondo ed arrivato nelle ultime 3 tappe sempre tra i primi 5), avendo vinto più tappe poté indossarla.
L'indomani fu giorno di riposo.

### 5ª tappa
- 11 maggio: Piacenza > Cremona – Cronometro a squadre – 38 km

Risultati
| Pos. | Squadra           | Tempo  |
| ---- | ----------------- | ------ |
| 1    | Team CSC          | 36'56" |
| 2    | T-Mobile Team     | a 1"   |
| 3    | Discovery Channel | a 39"  |

| Pos. | Corridore      | Squadra       | Tempo     |
| ---- | -------------- | ------------- | --------- |
| 1    | Serhij Hončar  | T-Mobile Team | 15h30'23" |
| 2    | Jens Voigt     | Team CSC      | a 6"      |
| 3    | Michael Rogers | T-Mobile Team | a 6"      |

Descrizione e riassunto
Ritorno in Italia, dopo un giorno di riposo, con una sfida a tempo che mancava dal 1989. Percorso lineare, lungo il fiume Po. A parte l'arrivo, la tappa non prevedeva alcun traguardo volante, ma solo riferimenti cronometrici al km 9,7, al km 16, al km 24,2 e al km 30,7.
Tutte le classifiche restarono invariate al termine della frazione, eccezion fatta per la classifica generale: nella cronosquadre l'evidente predominio del Team CSC e del T-Mobile Team (distanziato di solo un secondo dalla squadra capitanata da Basso, a causa del lieve distacco del 5º uomo di squadra – su cui il tempo veniva preso al termine della tappa per ogni singola compagine) causò il ribaltamento delle posizioni per la lotta al primato. Schumacher della Gerolsteiner (6º posto) abdicò in favore dell'esperto Hončar, perdendo oltre un minuto nei confronti di quest'ultimo. Il gap tra i corridori rimase, comunque, relativamente corto.
Da segnalare la caduta solitaria di un corridore della Ceramiche Panaria (Moisés Aldape), senza conseguenze, e la presenza del sette volte trionfatore del Tour de France Lance Armstrong (i cui titoli in seguito furono revocati per doping) sulla ammiraglia della Discovery Channel, per supportare moralmente i suoi ex compagni di squadra.

### 6ª tappa
- 12 maggio: Busseto > Forlì – 223 km

Risultati
| Pos. | Corridore     | Squadra       | Tempo    |
| ---- | ------------- | ------------- | -------- |
| 1    | Robbie McEwen | Davitamon     | 5h24'13" |
| 2    | Olaf Pollack  | T-Mobile Team | s.t.     |
| 3    | Tomas Vaitkus | AG2R Prév.    | s.t.     |

| Pos. | Corridore     | Squadra       | Tempo     |
| ---- | ------------- | ------------- | --------- |
| 1    | Olaf Pollack  | T-Mobile Team | 20h54'34" |
| 2    | Serhij Hončar | T-Mobile Team | a 2"      |
| 3    | Jens Voigt    | Team CSC      | a 8"      |

Descrizione e riassunto
La frazione si snodò in gran parte lungo la Via Emilia, tra i casolari della Pianura Padana. Tappa lunga che, secondo previsione, si decise tra i velocisti.
Tappa di trasferimento con arrivo a Forlì, prima della prima vera tappa impegnativa, quella del 13 maggio. Una lunga fuga di 3 corridori, raggiunti a 15 km dal traguardo dal "gruppo maglia rosa", movimentò la corsa, terminata con una volata a 71 km/h dominata dal solito Robbie McEwen, che ottenne il tris di tappe al Giro 2006 e consolidò il primato nella classifica a punti. La maglia rosa passò invece da Hončar al suo compagno di squadra Olaf Pollack, grazie all'abbuono di 12" dovuto al secondo posto di tappa. A meno di 1200 metri dall'arrivo, inoltre, si verificò una caduta, che coinvolse alcuni corridori, ma senza contemplare distacchi – per gli arrivi in volata di gruppo venivano neutralizzati i distacchi relativi a 3 km dal termine della frazione.

### 7ª tappa
- 13 maggio: Cesena > Saltara – 236 km

Risultati
| Pos. | Corridore        | Squadra       | Tempo    |
| ---- | ---------------- | ------------- | -------- |
| 1    | Rik Verbrugghe   | Cofidis       | 6h42'15" |
| 2    | Paolo Savoldelli | Discovery Ch. | a 14"    |
| 3    | Luca Mazzanti    | Cer. Panaria  | a 14"    |

| Pos. | Corridore        | Squadra       | Tempo     |
| ---- | ---------------- | ------------- | --------- |
| 1    | Serhij Hončar    | T-Mobile Team | 27h37'08" |
| 2    | Paolo Savoldelli | Discovery Ch. | a 6"      |
| 3    | Ivan Basso       | Team CSC      | a 11"     |

Descrizione e riassunto
Fu la tappa più lunga del Giro 2006. Tappa molto movimentata, con 3 GPM e lo sconfinamento a San Marino (GPM di terza categoria). La seconda ascesa fu il Monte Catria (1368 m s.l.m., di prima cat.), lunga 10 km con 628 m di dislivello, pendenze massime del 16% e un piccolo tratto in sterrato – non per niente fu soprannominato "Piccolo Mortirolo". Il Passo delle Cesane (2ª categoria) completò la serie dei GPM. Ultimo trampolino di lancio per un buon passista che poteva aver conservato energie dopo quasi 236 km, con già nelle gambe tre salite impegnative e molti "strappi", fu il tratto finale di Saltara (700 m di salita; non contemplato, però, tra i Gran Premi della Montagna di questa frazione).
Gruppo compatto fino alla seconda ascesa, dove scattarono diversi corridori (tra cui Bettini, che si staccò subito, arrivando nella rete dei velocisti, e il suo gregario Gárate). Proseguirono in 6 fino al passo di Cesane, dove ottennero un vantaggio massimo di 5'. Tra i fuggitivi cadde però il tedesco Kessler, che venne poi ripreso dal gruppo, comunque frazionato a causa degli strappi affrontati. Il forcing della Lampre-Fondital di Damiano Cunego garantì il recupero di 4 dei 5 fuggitivi in prossimità del traguardo. Infatti, a 5 km da Saltara scattò dai fuggitivi Rik Verbrugghe, il quale, guadagnando un discreto margine, andò a vincere la tappa. Savoldelli, rimontati gli altri 4 in fuga, guadagnò la seconda piazza e la seconda posizione in classifica generale, a 6" da Hončar, nuovamente in maglia rosa.
Episodio curioso fu la caduta di Koldo Fernández (5º classificato della frazione precedente), scivolato in un burrone per 30 metri, ma rimasto illeso. Non completò la tappa: fu condotto al pronto soccorso per medicazioni e per accertamenti sulle sue condizioni.

### 8ª tappa
- 14 maggio: Civitanova Marche > Maielletta (Passo Lanciano) – 171 km

Risultati
| Pos. | Corridore              | Squadra  | Tempo    |
| ---- | ---------------------- | -------- | -------- |
| 1    | Ivan Basso             | Team CSC | 4h04'19" |
| 2    | Damiano Cunego         | Lampre   | a 30"    |
| 3    | José Enrique Gutiérrez | Phonak   | a 30"    |

| Pos. | Corridore              | Squadra  | Tempo     |
| ---- | ---------------------- | -------- | --------- |
| 1    | Ivan Basso             | Team CSC | 31h41'17" |
| 2    | José Enrique Gutiérrez | Phonak   | a 1'34"   |
| 3    | Damiano Cunego         | Lampre   | a 1'48"   |

Descrizione e riassunto
Primo arrivo in salita per i corridori del Giro 2006. Tappa praticamente piatta fino a 13 km dall'arrivo. La salita per la Maiella non presentava, però, pendenze impossibili. La lunghezza dell'asperità, tuttavia, creò selezione tra gli atleti in corsa.
L'ottava tappa determinò una nuova maglia rosa, il varesino Ivan Basso (Team CSC). Usufruendo di un primo scatto di Damiano Cunego sull'ascesa di Passo Lanciano (Maielletta), riuscì poi a staccarlo di 30" al traguardo, aggiudicandosi la tappa. Un gruppo di 15 fuggitivi (tra cui Bruseghin, gregario di Cunego alla Lampre-Fondital – vantaggio massimo 4'), senza velleità di classifica, movimentò la frazione, venendo tuttavia ripresi alla spicciolata durante l'ultima ascesa.
Ad esclusione di Cunego e Gutiérrez Cataluña, i potenziali favoriti del Giro subirono generalmente un ritardo al traguardo superiore al minuto dal vincitore Basso.

### 9ª tappa
- 15 maggio: Francavilla al Mare > Termoli – 127 km

Risultati
| Pos. | Corridore     | Squadra       | Tempo    |
| ---- | ------------- | ------------- | -------- |
| 1    | Tomas Vaitkus | AG2R Prév.    | 3h05'13" |
| 2    | Paolo Bettini | Quick Step    | s.t.     |
| 3    | Olaf Pollack  | T-Mobile Team | s.t.     |

| Pos. | Corridore              | Squadra  | Tempo     |
| ---- | ---------------------- | -------- | --------- |
| 1    | Ivan Basso             | Team CSC | 34h46'30" |
| 2    | José Enrique Gutiérrez | Phonak   | a 1'34"   |
| 3    | Damiano Cunego         | Lampre   | a 1'48"   |

Descrizione e riassunto
Dopo le prime fatiche, tappa "di trasferimento". Si seguì il versante Adriatico fino a Vasto, dove, pochi chilometri dopo, iniziarono una quarantina di chilometri di salite e discese (in gergo "mangia e bevi") e un GPM di 3ª categoria (Guglionesi), tra le colline del Molise, quasi fino al traguardo.
La tappa fu accorciata, dopo la decisione della Direzione di corsa, da 147 a 127 km, con rimozione del passaggio da Palata, originaria sede del GPM.
La frazione si decise in volata, dove Paolo Bettini fu superato da Tomas Vaitkus, lituano, per pochi millimetri sulla linea dell'arrivo di Termoli. La volata arrivò dopo una fuga di due uomini (partiti al km 5 e ripresi dal gruppo sull'ascesa di Guglionesi) e scatti vari di numerosi corridori dal GPM fino a Termoli.

Invariata la classifica generale.

### 10ª tappa
- 16 maggio: Termoli > Peschici – 190 km

Risultati
| Pos. | Corridore         | Squadra      | Tempo    |
| ---- | ----------------- | ------------ | -------- |
| 1    | Franco Pellizotti | Liquigas     | 4h39'47" |
| 2    | Vladimir Efimkin  | C. d'Epargne | s.t.     |
| 3    | Serguei Yakovlev  | Liberty Seg. | a 2"     |

| Pos. | Corridore              | Squadra  | Tempo     |
| ---- | ---------------------- | -------- | --------- |
| 1    | Ivan Basso             | Team CSC | 39h29'40" |
| 2    | José Enrique Gutiérrez | Phonak   | a 1'34"   |
| 3    | Damiano Cunego         | Lampre   | a 1'48"   |

Descrizione e riassunto
Altra tappa fatta di "mangia e bevi". Furono affrontati i 25 tornanti di Monte Sant'Angelo (GPM di terza categoria), prima di entrare nella Foresta Umbra e arrivare a Peschici, all'estremità del Gargano, dove si percorse uno strappo di 1,3 km (già sede d'arrivo nel 2000).
Tappa segnata dalla fuga di 19 corridori, giunta a termine, che acquisirono un vantaggio sul gruppo maglia rosa di 3'23" all'arrivo. Tra i fuggitivi partì, in una discesa, Axel Merckx, a circa 15 km dal traguardo. Il ciclista tuttavia perse il vantaggio parziale di 20" nei confronti dei suoi ex compagni di fuga nell'ultima asperità di 1,3 km. Raggiunto a 150 m dalla linea d'arrivo dalla progressione di Franco Pellizotti della Liquigas (che vinse la tappa), Merckx giunse 11º in lacrime per l'opportunità persa. Pellizotti guadagnò ben 19 posizioni in classifica generale, raggiungendo il 4º posto. La maglia rosa rimase sulle spalle di Ivan Basso, prima del giorno di riposo.

### 11ª tappa
- 18 maggio: Pontedera > Pontedera – Cronometro individuale – 50 km

Risultati
| Pos. | Corridore     | Squadra       | Tempo   |
| ---- | ------------- | ------------- | ------- |
| SQ   | Jan Ullrich   | T-Mobile Team | 58'48"  |
| 1    | Ivan Basso    | Team CSC      | a 28"   |
| 2    | Marco Pinotti | Saunier Duval | a 1'01" |

| Pos. | Corridore              | Squadra       | Tempo     |
| ---- | ---------------------- | ------------- | --------- |
| 1    | Ivan Basso             | Team CSC      | 40h28'26" |
| 2    | José Enrique Gutiérrez | Phonak        | a 2'48"   |
| 3    | Serhij Hončar          | T-Mobile Team | a 3'24"   |

Descrizione e riassunto
Il Giro riprese il cammino dopo il trasferimento – e un giorno di riposo – dalla Puglia alla Toscana con un'altra cronometro. Tutta pianeggiante, si dimostrò adatta agli specialisti. La tappa fu dedicata sia alla memoria di Gino Bartali, originario della Toscana, sia ai 60 anni della Vespa (Pontedera è sede della Piaggio e il traguardo fu posto nei pressi degli stabilimenti).

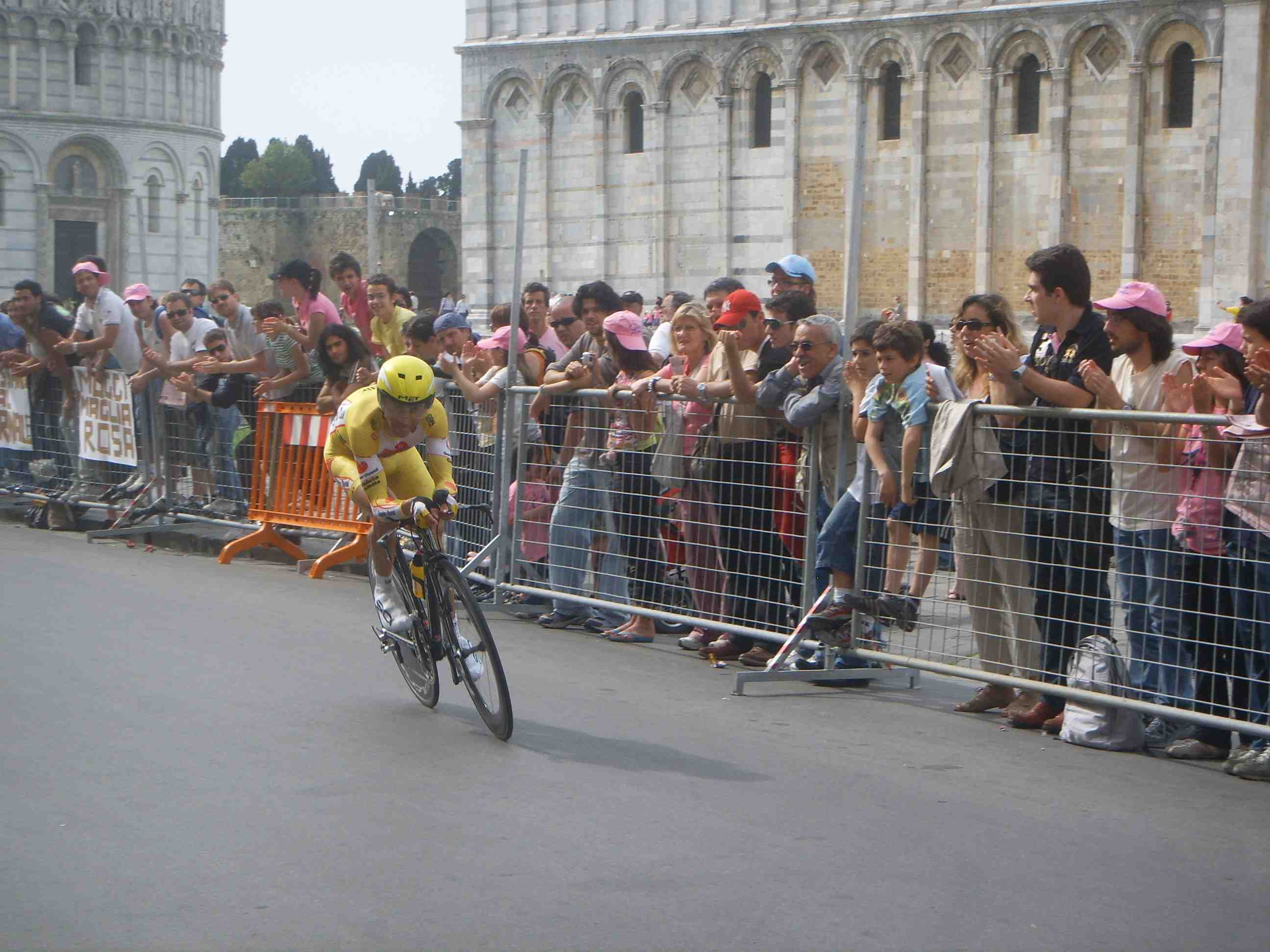
Gilberto Simoni in azione a Pisa, durante la cronometro.

La cronometro fu vinta dal redivivo Jan Ullrich, già dominatore del Tour '97, favorito dal vento. Questa vittoria gli fu revocata, però, nel 2012 per doping. A soli 28" dal vincitore (per questa tappa non venivano assegnati abbuoni), giunse la maglia rosa Ivan Basso, partito per ultimo (e con vento contrario alla marcia), che incrementò il vantaggio in classifica generale sui diretti inseguitori (Cunego a quasi 7', Di Luca addirittura vicino agli 8').
Le altre classifiche rimasero praticamente invariate.

### 12ª tappa
- 19 maggio: Livorno > Sestri Levante – 165 km

Risultati
| Pos. | Corridore      | Squadra      | Tempo    |
| ---- | -------------- | ------------ | -------- |
| 1    | Joan Horrach   | C. d'Epargne | 3h55'53" |
| 2    | Addy Engels    | Quick Step   | a 5"     |
| 3    | Emanuele Sella | Cer. Panaria | a 5"     |

| Pos. | Corridore              | Squadra       | Tempo     |
| ---- | ---------------------- | ------------- | --------- |
| 1    | Ivan Basso             | Team CSC      | 44h31'52" |
| 2    | José Enrique Gutiérrez | Phonak        | a 2'48"   |
| 3    | Paolo Savoldelli       | Discovery Ch. | a 3'26"   |

Descrizione e riassunto
L'arrivo fu posto nella Riviera Ligure, dopo il passaggio sul Passo del Bracco e nelle Cinque terre, con ascesa verso due GPM.
Giornata emozionante, finita con la vittoria dello spagnolo Horrach, dopo una lunga fuga. Nelle prime fasi della tappa partì una fuga di 15 uomini, ridottisi a 6 in prossimità dell'arrivo. Hončar (3º nella generale) fu alle prese con una caduta, che lo fece arrivare a 13'40" dal battistrada. Emanuele Sella (Ceramiche Panaria) e Manuele Mori (Saunier Duval), tra i fuggitivi, tentarono l'ulteriore fuga nella discesa del Bracco, a circa 20 km dall'arrivo di Sestri. I due corridori, però, caddero nella discesa stessa per ben due volte, venendo raggiunti dagli immediati inseguitori (Sella giunse comunque 3º a 5" da Horrach, guadagnando la 4ª posizione in classifica generale).
Il gruppo, trainato da Basso, che annullò durante il tragitto gli attacchi di Di Luca e di Bettini, giunse a 7'03".

### 13ª tappa
- 20 maggio: Alessandria > La Thuile – 218 km

Risultati
| Pos. | Corridore              | Squadra       | Tempo    |
| ---- | ---------------------- | ------------- | -------- |
| 1    | Leonardo Piepoli       | Saunier Duval | 5h21'42" |
| 2    | Ivan Basso             | Team CSC      | a 44"    |
| 3    | José Enrique Gutiérrez | Phonak        | a 1'19"  |

| Pos. | Corridore              | Squadra       | Tempo     |
| ---- | ---------------------- | ------------- | --------- |
| 1    | Ivan Basso             | Team CSC      | 49h53'36" |
| 2    | José Enrique Gutiérrez | Phonak        | a 3'27"   |
| 3    | Paolo Savoldelli       | Discovery Ch. | a 5'30"   |

Descrizione e riassunto
I pretendenti al Giro 2006 trovarono il primo arrivo alpino. Fino a Morgex (17 km dall'arrivo) il percorso fu nettamente pianeggiante, contraddistinto poi dal Colle San Carlo, 10,2 km di ascesa al 9,8% di pendenza media, con punte del 15 (e dislivello di 1000 m). Dal GPM all'arrivo ci furono 6,5 chilometri in discesa, per cui il traguardo della stazione sciistica di La Thuile non fu considerato "arrivo in salita".
Neanche partita, la tappa vide il ritiro di alcuni velocisti, tra cui Robbie McEwen, detentore della maglia ciclamino. Molti furono gli scatti (con fuga di 6 ciclisti fino alle pendici del San Carlo, poi raggiunti), ma la corsa "vera" iniziò nell'ascesa verso il Colle San Carlo, prima con lo scatto del venezuelano José Rujano (che prima fu ripreso e poi si ritirò a soli 3 km dall'arrivo), poi con la selezione imposta dalla maglia rosa Ivan Basso, che ebbe al suo fianco solo Leonardo Piepoli della Saunier Duval, il quale poté attaccare grazie al via libera del proprio capitano, Gilberto Simoni. Durante la discesa verso La Thuile, umida per il nevischio (solo 4 °C di temperatura con pioggia sul Passo), Basso decise di non rischiare e lasciò andare Piepoli verso una facile vittoria. Gli altri pretendenti al Giro arrivarono con distacchi che andarono dal 1'19" di Simoni e Gutiérrez Cataluña ai 3'35" di Di Luca (e ai 9'05" di Sella per i postumi della caduta nella tappa precedente).

### 14ª tappa
- 21 maggio: Aosta > Domodossola – 224 km

Risultati
| Pos. | Corridore       | Squadra      | Tempo    |
| ---- | --------------- | ------------ | -------- |
| 1    | Luis Laverde    | Cer. Panaria | 5h27'05" |
| 2    | Francisco Pérez | C. d'Epargne | s.t.     |
| 3    | Paolo Tiralongo | Lampre       | a 7"     |

| Pos. | Corridore              | Squadra       | Tempo     |
| ---- | ---------------------- | ------------- | --------- |
| 1    | Ivan Basso             | Team CSC      | 55h28'25" |
| 2    | José Enrique Gutiérrez | Phonak        | a 3'27"   |
| 3    | Paolo Savoldelli       | Discovery Ch. | a 5'30"   |

Descrizione e riassunto
Classica tappa che si dimostrò ideale per fughe da lontano. I due Gran Premi della Montagna (entrambi di 1ª Categoria) furono intervallati da lunghi tratti di pianura e discesa, abbastanza lontani dal traguardo di tappa. Si sconfinò in Svizzera per 150 km – 3º passaggio di frontiera di questo Giro, dopo Belgio e San Marino – passando attraverso il Traforo del Gran San Bernardo (sede di uno dei due GPM), e si tornò in Italia nell'affrontare il Passo del Sempione (passaggio effettuato per poter commemorare il centenario del traforo ferroviario).
Molte fughe, di cui una "buona" con 11 corridori (tra cui Casar, Zampieri, Illiano, Baliani, Schumacher e Parra), caratterizzarono la frazione già dalle prime fasi. Baliani e Casar lottarono per la maglia verde (che andò poi al primo, soffiandola a Basso), mentre i fuggitivi guadagnarono un vantaggio massimo di 9'30" in cima al Sempione sul gruppo maglia rosa. A 5 km dalla fine, durante la lunga discesa del Sempione, partirono due dei corridori in fuga, Pérez, spagnolo della Caisse d'Epargne, e Laverde, colombiano della Ceramiche Panaria. Nella volata a due vinse il colombiano, distaccando di 7" gli ex compagni di fuga e di 7'44" il gruppo maglia rosa trainato da Bettini, il quale, con il 12º posto nella tappa, consolidò la leadership nella classifica a punti (maglia ciclamino).
Nulla cambiò in vetta alla classifica generale, ma Casar, migliore in classifica tra i fuggitivi di tappa, salì in 6ª posizione nella generale, a 8'01" da Ivan Basso.

### 15ª tappa
- 22 maggio: Mergozzo > Brescia – 182 km

Risultati
| Pos. | Corridore      | Squadra       | Tempo    |
| ---- | -------------- | ------------- | -------- |
| 1    | Paolo Bettini  | Quick Step    | 4h15'42" |
| 2    | Olaf Pollack   | T-Mobile Team | s.t.     |
| 3    | Robert Förster | Gerolsteiner  | s.t.     |

| Pos. | Corridore              | Squadra       | Tempo     |
| ---- | ---------------------- | ------------- | --------- |
| 1    | Ivan Basso             | Team CSC      | 59h44'07" |
| 2    | José Enrique Gutiérrez | Phonak        | a 3'27"   |
| 3    | Paolo Savoldelli       | Discovery Ch. | a 5'30"   |

Descrizione e riassunto
Il percorso, completamente pianeggiante, si snodò dalle valli varesine a quelle bresciane e sancì una conclusione in volata.
Dopo la fuga di quattro uomini (raggiunti a soli 7 km dal traguardo di Brescia), la frazione si decise con una volata di gruppo a 70 km/h vinta da Paolo Bettini (Quick Step), che così incrementò il suo vantaggio nella classifica a punti del Giro. Il livornese sfruttò il lavoro del Team Milram e del tedesco della Gerolsteiner Robert Förster, il quale, scattato a poche decine di metri dall'arrivo, permise a Bettini, che ne sfruttò la scia, di guadagnare metri utili per battere Olaf Pollack della T-Mobile.
Tutto invariato nella classifica generale: Basso rimase sempre in rosa.

### 16ª tappa
- 23 maggio: Rovato > Trento (Monte Bondone) – 173 km

Risultati
| Pos. | Corridore        | Squadra       | Tempo    |
| ---- | ---------------- | ------------- | -------- |
| 1    | Ivan Basso       | Team CSC      | 4h51'30" |
| 2    | Gilberto Simoni  | Saunier Duval | a 1'26"  |
| 3    | Leonardo Piepoli | Saunier Duval | a 1'37"  |

| Pos. | Corridore              | Squadra       | Tempo     |
| ---- | ---------------------- | ------------- | --------- |
| 1    | Ivan Basso             | Team CSC      | 64h35'17" |
| 2    | José Enrique Gutiérrez | Phonak        | a 5'24"   |
| 3    | Paolo Savoldelli       | Discovery Ch. | a 9'17"   |

Descrizione e riassunto
Tappa che offrì nel finale un'ascesa, da Trento verso il Monte Bondone, di 17,5 km con pendenze medie dell'8%. L'arrivo in quota ricordò l'impresa cinquantenaria di Charly Gaul, il quale vinse in cima al Bondone dopo una tappa caratterizzata da pioggia e vento, che dimezzò la carovana del Giro d'Italia 1956.
La bagarre della 16ª tappa si sviluppò sui 38 tornanti della strada del Monte Bondone. Nei precedenti chilometri fu in fuga il colombiano della Panaria Miguel Ángel Rubiano, ripreso prima dell'ascesa finale. Proprio qui la CSC di Ivan Basso proseguì la selezione, scremando il gruppo per poi arrivare ad una decina di unità, tra le quali mancavano molti favoriti della vigilia (Savoldelli giunse con un ritardo di 3'27", Di Luca e Sella di 4'22", Cunego di 4'37"). A scattare definitivamente per primo fu Gilberto Simoni (Saunier Duval), che si portò dietro per un breve tratto il compagno di squadra Leonardo Piepoli, vincitore della 13ª tappa. Basso, però, sfruttò lo scatto dei due, lasciando Piepoli con José Enrique Gutiérrez (arrivarono in cima con un ritardo di 1'37") e rimanendo in compagnia di Simoni, che venne staccato un chilometro dopo. Basso vinse con 1'26" su Simoni e consolidò il primato in classifica generale.

### 17ª tappa
- 24 maggio: Termeno sulla Strada del Vino > Plan de Corones Passo Furcia – 121 km

Risultati
| Pos. | Corridore              | Squadra       | Tempo    |
| ---- | ---------------------- | ------------- | -------- |
| 1    | Leonardo Piepoli       | Saunier Duval | 3h21'26" |
| 2    | Ivan Basso             | Team CSC      | s.t.     |
| 3    | José Enrique Gutiérrez | Phonak        | a 15"    |

| Pos. | Corridore              | Squadra       | Tempo     |
| ---- | ---------------------- | ------------- | --------- |
| 1    | Ivan Basso             | Team CSC      | 67h56'31" |
| 2    | José Enrique Gutiérrez | Phonak        | a 5'43"   |
| 3    | Gilberto Simoni        | Saunier Duval | a 10'34"  |

Descrizione e riassunto
Tappa relativamente corta. Doveva originariamente essere di 158 km con un dislivello globale di 3500 m e oltre 70 km di scalate; ma il Passo delle Erbe e l'arrivo a quota 2273 m a Plan de Corones (ted. Kronplatz) – con gli ultimi 5 km in sterrato, pendenze massime 24% – non furono scalati a causa delle avverse condizioni climatiche (neve e temperatura inferiore a 0 °C). La tappa divenne così prettamente pianeggiante, con un nuovo arrivo, sempre in salita, al Passo Furcia (6 km con pendenze massime del 14%), posto a metà strada tra il traguardo originario e la Val di Marebbe.
Già il 1º maggio, comunque, dopo l'ultimo sopralluogo, gli organizzatori avevano stabilito di portare il tracciato da 158 a 133 km, con l'eliminazione della salita del Passo Pinei (1442 metri).
Le condizioni climatiche proibitive (meno di 0 °C e neve sul Passo delle Erbe e sul Plan de Corones) costrinsero gli organizzatori a cambiare il percorso, con nuovo arrivo sul Passo Furcia, dopo 15 minuti di trattative, prima della partenza, con i corridori.
Ritiratisi Scarponi e Hončar, la tappa vide come primi protagonisti Cioni (Liquigas) e Poilvet (Crédit Agricole), ripresi nei pressi del traguardo Gazzetta 110 dal gruppo, tirato dalla Saunier Duval di Simoni e Piepoli. Sull'unica asperità, dopo le varie mutilazioni della tappa, ruppe gli indugi il redivivo Julio Alberto Pérez Cuapio (Ceramiche Panaria), rimontato subito dai vari Gutierrez Cataluña, Basso, Pellizotti e Piepoli.
Nell'azione proseguirono a pieno ritmo la maglia rosa e Piepoli, che staccarono gli altri e scollinarono assieme. Basso, che incrementò ulteriormente la leadership nella classifica generale ed in quella dei GPM e conquistò anche la vetta di quella a punti (ai danni di Paolo Bettini), lasciò la vittoria al "Trullo volante" (così era soprannominato Piepoli), la seconda per lui in questo Giro.

### 18ª tappa
- 25 maggio: Sillian (Austria) > Gemona del Friuli – 227 km

Risultati
| Pos. | Corridore           | Squadra      | Tempo    |
| ---- | ------------------- | ------------ | -------- |
| 1    | Stefan Schumacher   | Gerolsteiner | 5h31'33" |
| 2    | Marzio Bruseghin    | Lampre       | s.t.     |
| 3    | José Iván Gutiérrez | C. d'Epargne | s.t.     |

| Pos. | Corridore              | Squadra       | Tempo     |
| ---- | ---------------------- | ------------- | --------- |
| 1    | Ivan Basso             | Team CSC      | 73h30'47" |
| 2    | José Enrique Gutiérrez | Phonak        | a 5'43"   |
| 3    | Gilberto Simoni        | Saunier Duval | a 10'34"  |

Descrizione e riassunto
Il percorso era ondulato (con tre GPM e numerosi "strappi"), in grado di favorire i tentativi di fuga dei corridori fuori classifica. Il Cuel di Forchia, 8 km con pendenze massime del 18%, fu la cima più dura da scalare, ma lontana dall'arrivo. La partenza della tappa fu in Austria, quarto sconfinamento in questo Giro.
Il Giro commemorò con questa frazione il 30º anniversario del sisma che colpì il Friuli.
Il poco agonismo nel gruppo, nonostante i vari "mangia e bevi" di tappa, favorì una fuga di 5 uomini, andata in porto. La vittoria (2ª in questo Giro) andò al tedesco della Gerolsteiner Stefan Schumacher, che beffò Marzio Bruseghin nella volata ristretta e, durante il tragitto, fu sempre pronto a chiudere gli scatti degli altri quattro compagni di fuga (Bruseghin, David López García, José Iván Gutiérrez e Charles Wegelius), costringendoli alla volata finale. Nello sprint del gruppo (giunto a 2'43" dal vincitore) si impose Paolo Bettini, che riprese la maglia ciclamino grazie ai punti conquistati.
La classifica generale rimase invariata.

### 19ª tappa
- 26 maggio: Pordenone > Passo San Pellegrino – 220 km

Risultati
| Pos. | Corridore          | Squadra    | Tempo    |
| ---- | ------------------ | ---------- | -------- |
| 1    | Juan Manuel Gárate | Quick Step | 7h13'36" |
| 2    | Jens Voigt         | Team CSC   | a 4"     |
| 3    | Patxi Vila         | Lampre     | a 1'21"  |

| Pos. | Corridore              | Squadra       | Tempo     |
| ---- | ---------------------- | ------------- | --------- |
| 1    | Ivan Basso             | Team CSC      | 80h46'38" |
| 2    | José Enrique Gutiérrez | Phonak        | a 6'07"   |
| 3    | Gilberto Simoni        | Saunier Duval | a 10'34"  |

Descrizione e riassunto
Questo fu il primo dei due "tapponi dolomitici". Si valicarono quattro passi storici per il Giro (tutti Gran Premi della Montagna di prima categoria): Forcella Staulanza, Fedaia (Marmolada), Pordoi e per ultimo il San Pellegrino, sede di arrivo della tappa. Oltre 60 km di salite e circa 4000 m di dislivello.
Approfittando del traguardo Gazzetta 110 dopo 60 km dalla partenza, partì una fuga di 22 uomini, tra cui Danilo Di Luca, Paolo Bettini (che incrementò il vantaggio nella classifica a punti), Juan Manuel Gárate, Emanuele Sella, Jens Voigt e Fortunato Baliani (in lotta con Basso per la classifica GPM, della quale guadagnò il primato a fine tappa). Il gruppo non reagì e la corsa vera iniziò sul San Pellegrino. Il primo a defilarsi fu Jan Ullrich (42º in classifica generale, a 45'31" da Basso), che addirittura si ritirò dalla corsa rosa. Mentre in testa i battistrada si sfaldavano (rimasero solo Gárate e Voigt), dietro fu la Saunier Duval di Piepoli e Simoni a tirare. Il vantaggio dei due in testa era irrecuperabile e, prima dell'arrivo, Voigt strinse la mano al campione nazionale spagnolo Gárate, lasciandogli la vittoria di tappa.
Simoni e Basso si piazzarono rispettivamente 7º e 8º all'arrivo, a 2'15" da Gárate. Il varesino conservò il primato in classifica, aumentando il vantaggio su José Enrique Gutiérrez.

### 20ª tappa
- 27 maggio: Trento > Aprica – 212 km

Risultati
| Pos. | Corridore       | Squadra       | Tempo    |
| ---- | --------------- | ------------- | -------- |
| 1    | Ivan Basso      | Team CSC      | 6h51'15" |
| 2    | Gilberto Simoni | Saunier Duval | a 1'17"  |
| 3    | Damiano Cunego  | Lampre        | a 2'51"  |

| Pos. | Corridore              | Squadra       | Tempo     |
| ---- | ---------------------- | ------------- | --------- |
| 1    | Ivan Basso             | Team CSC      | 87h37'53" |
| 2    | José Enrique Gutiérrez | Phonak        | a 9'18"   |
| 3    | Gilberto Simoni        | Saunier Duval | a 11'59"  |

Descrizione e riassunto

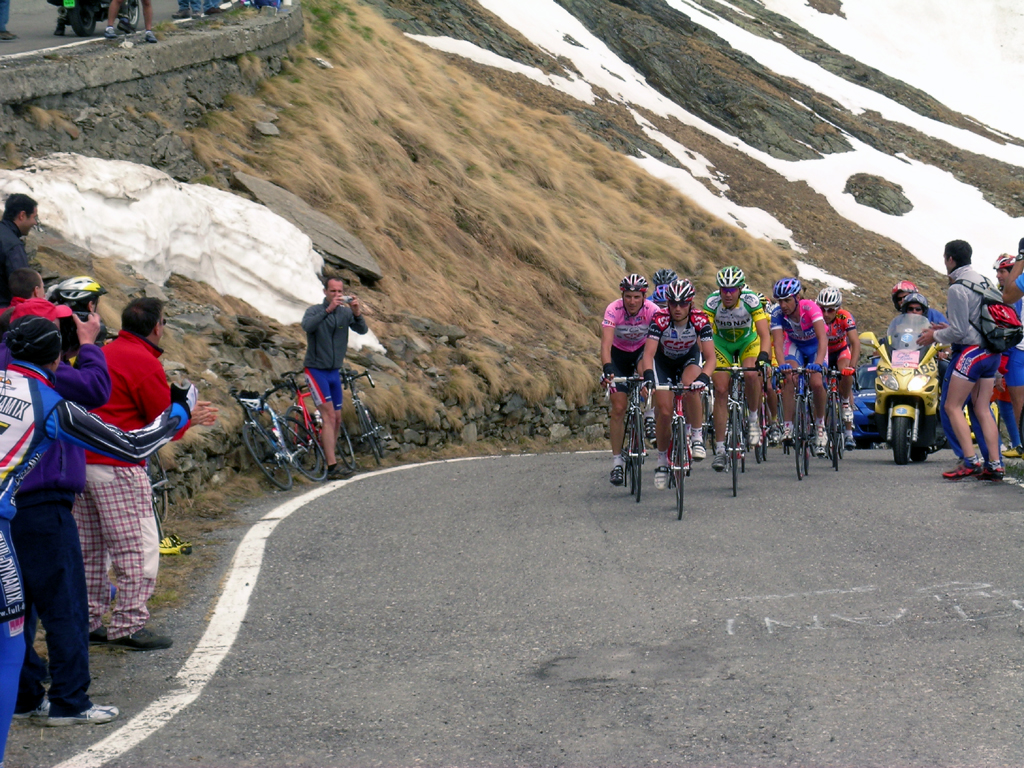
Il gruppo trainato dalla Maglia rosa affronta la salita del Gavia, Cima Coppi (20ª tappa)

Altra tappa "storica" per il Giro 2006. Si affrontarono i passi del Tonale, del Gavia (Cima Coppi a 2621 m s.l.m.) e il durissimo Mortirolo (12 km al 10% di pendenza media), tutti valichi che decisero diverse edizioni della corsa rosa. L'arrivo all'Aprica era in leggera salita. Qui si decise, come da programma, il vincitore del Giro 2006.
L'arrivo all'Aprica sancì il predominio di Ivan Basso nel Giro d'Italia, il quale, vincendo la tappa (dedicata a suo figlio appena nato), ipotecò la corsa rosa. Sui primi due GPM del Tonale e del Gavia (Cima Coppi) il primo a transitare fu sempre il vincitore della tappa del giorno precedente, Juan Manuel Gárate (Quick Step), che si aggiudicò definitivamente la maglia verde di leader dei GPM.
Ai piedi del Mortirolo il gruppo di 150 corridori giunse praticamente compatto, ma il "forcing" della Saunier Duval di Simoni e della CSC di Basso crearono una massiccia selezione, che portò i due capitani di queste squadre a scollinare in vetta da soli, con ampio margine sugli inseguitori. I due fuggitivi collaborarono anche in discesa, ma, giunti agli ultimi 3 km, in un tratto di lieve salita Basso staccò anche uno stremato Simoni, dandogli un passivo di 1'17", e quindi vinse la tappa. Un redivivo Damiano Cunego (Lampre-Fondital) giunse terzo al traguardo.
Nelle interviste post-gara, Gilberto Simoni manifestò molta amarezza nei confronti della maglia rosa.

### 21ª tappa-1ª semitappa
- 28 maggio (mattina): Canzo > Madonna del Ghisallo – Cronometro individuale – 11 km

Semitappa annullata d'ufficio dall'Unione Ciclistica Internazionale.
Descrizione
La cronoscalata di 11 km con 550 metri di dislivello, se disputata, sarebbe stata l'ultimo passo, prima della passerella a Milano, in grado di sancire la maglia rosa finale dell'89º Giro d'Italia. Tale semitappa fu annullata d'ufficio il 7 aprile 2006 dall'Unione Ciclistica Internazionale, che dispose che nei calendari delle competizioni del circuito ProTour non dovessero essere presenti semitappe. La 2ª semitappa, la Lecco-Milano (il luogo di partenza fu spostato a Ghisallo), fu considerata come una normale tappa, la numero 21.

### 21ª tappa
- Ghisallo > Milano – 140 km

Risultati
| Pos. | Corridore           | Squadra       | Tempo    |
| ---- | ------------------- | ------------- | -------- |
| 1    | Robert Förster      | Gerolsteiner  | 3h56'03" |
| 2    | Maximiliano Richeze | Cer. Panaria  | s.t.     |
| 3    | Olaf Pollack        | T-Mobile Team | s.t.     |

| Pos. | Corridore              | Squadra       | Tempo     |
| ---- | ---------------------- | ------------- | --------- |
| 1    | Ivan Basso             | Team CSC      | 91h33'36" |
| 2    | José Enrique Gutiérrez | Phonak        | a 9'18"   |
| 3    | Gilberto Simoni        | Saunier Duval | a 11'59"  |

Descrizione e riassunto
Passerella finale a Milano. Si percorsero 53 chilometri (11 giri di un circuito cittadino di 4,8 km) su un asfalto che era intervallato dai binari del tram. La partenza della tappa avvenne a Ghisallo, nei pressi del locale Museo del ciclismo.
La tappa conclusiva dell'edizione 2006 del Giro d'Italia fu vinta da Robert Förster (Gerolsteiner) in volata, precedendo Richeze, Pollack e Paolo Bettini, che conquistò la maglia ciclamino per il secondo anno consecutivo. Da segnalare la fuga di Missaglia della Selle Italia (non andata in porto) e la caduta di Lorenzetto (Milram), ritiratosi ad appena 10 km dalla conclusione del Giro.

## Evoluzione delle classifiche
| Tappa              | Vincitore              | Classifica generale Maglia rosa | Classifica a punti Maglia ciclamino | Classifica scalatori Maglia verde | Classifica Gran combinata Maglia blu | Trofeo Fast Team  | Trofeo Super Team |
| ------------------ | ---------------------- | ------------------------------- | ----------------------------------- | --------------------------------- | ------------------------------------ | ----------------- | ----------------- |
| 1ª                 | Paolo Savoldelli       | Paolo Savoldelli                | Paolo Savoldelli                    | Paolo Savoldelli                  | Paolo Savoldelli                     | Discovery Channel | Discovery Channel |
| 2ª                 | Robbie McEwen          | Paolo Savoldelli                | Paolo Savoldelli                    | Paolo Savoldelli                  | Paolo Savoldelli                     | Discovery Channel | T-Mobile Team     |
| 3ª                 | Stefan Schumacher      | Stefan Schumacher               | Stefan Schumacher                   | Moisés Aldape                     | Paolo Savoldelli                     | Discovery Channel | Gerolsteiner      |
| 4ª                 | Robbie McEwen          | Stefan Schumacher               | Robbie McEwen                       | Sandy Casar                       | Paolo Savoldelli                     | Discovery Channel | Gerolsteiner      |
| 5ª                 | Team CSC               | Serhij Hončar                   | Robbie McEwen                       | Sandy Casar                       | Paolo Savoldelli                     | Discovery Channel | Gerolsteiner      |
| 6ª                 | Robbie McEwen          | Olaf Pollack                    | Robbie McEwen                       | Sandy Casar                       | Paolo Savoldelli                     | Discovery Channel | Gerolsteiner      |
| 7ª                 | Rik Verbrugghe         | Serhij Hončar                   | Robbie McEwen                       | Staf Scheirlinckx                 | Paolo Savoldelli                     | Discovery Channel | Gerolsteiner      |
| 8ª                 | Ivan Basso             | Ivan Basso                      | Robbie McEwen                       | Ivan Basso                        | Paolo Savoldelli                     | Discovery Channel | Gerolsteiner      |
| 9ª                 | Tomas Vaitkus          | Ivan Basso                      | Robbie McEwen                       | Ivan Basso                        | Paolo Savoldelli                     | Discovery Channel | Gerolsteiner      |
| 10ª                | Franco Pellizotti      | Ivan Basso                      | Robbie McEwen                       | Ivan Basso                        | Paolo Savoldelli                     | Liquigas          | Gerolsteiner      |
| 11ª                | Jan Ullrich Ivan Basso | Ivan Basso                      | Robbie McEwen                       | Ivan Basso                        | Paolo Savoldelli                     | Discovery Channel | T-Mobile Team     |
| 12ª                | Joan Horrach           | Ivan Basso                      | Robbie McEwen                       | Ivan Basso                        | Paolo Savoldelli                     | Discovery Channel | T-Mobile Team     |
| 13ª                | Leonardo Piepoli       | Ivan Basso                      | Paolo Bettini                       | Ivan Basso                        | Paolo Savoldelli                     | Discovery Channel | Discovery Channel |
| 14ª                | Luis Laverde           | Ivan Basso                      | Paolo Bettini                       | Fortunato Baliani                 | Paolo Savoldelli                     | Phonak            | Ceramiche Panaria |
| 15ª                | Paolo Bettini          | Ivan Basso                      | Paolo Bettini                       | Fortunato Baliani                 | Paolo Savoldelli                     | Phonak            | Ceramiche Panaria |
| 16ª                | Ivan Basso             | Ivan Basso                      | Paolo Bettini                       | Ivan Basso                        | Paolo Savoldelli                     | Phonak            | Phonak            |
| 17ª                | Leonardo Piepoli       | Ivan Basso                      | Ivan Basso                          | Ivan Basso                        | Paolo Savoldelli                     | Phonak            | Phonak            |
| 18ª                | Stefan Schumacher      | Ivan Basso                      | Paolo Bettini                       | Ivan Basso                        | Paolo Savoldelli                     | Phonak            | Phonak            |
| 19ª                | Juan Manuel Gárate     | Ivan Basso                      | Paolo Bettini                       | Fortunato Baliani                 | Paolo Savoldelli                     | Phonak            | Phonak            |
| 20ª                | Ivan Basso             | Ivan Basso                      | Ivan Basso                          | Juan Manuel Gárate                | Paolo Savoldelli                     | Phonak            | Phonak            |
| 21ª                | Robert Förster         | Ivan Basso                      | Paolo Bettini                       | Juan Manuel Gárate                | Paolo Savoldelli                     | Phonak            | Phonak            |
| Classifiche finali | Classifiche finali     | Ivan Basso                      | Paolo Bettini                       | Juan Manuel Gárate                | Paolo Savoldelli                     | Phonak            | Phonak            |

## Classifiche finali

### Classifica generale - Maglia rosa
| Pos. | Corridore              | Squadra         | Tempo     |
| ---- | ---------------------- | --------------- | --------- |
| 1    | Ivan Basso             | Team CSC        | 91h33'36" |
| 2    | José Enrique Gutiérrez | Phonak          | a 9'18"   |
| 3    | Gilberto Simoni        | Saunier Duval   | a 11'59"  |
| 4    | Damiano Cunego         | Lampre          | a 18'16"  |
| 5    | Paolo Savoldelli       | Discovery Ch.   | a 19'22"  |
| 6    | Sandy Casar            | Franç. des Jeux | a 23'53"  |
| 7    | Juan Manuel Gárate     | Quick Step      | a 24'26"  |
| 8    | Franco Pellizotti      | Liquigas        | a 25'57"  |
| 9    | Víctor Hugo Peña       | Phonak          | a 26'27"  |
| 10   | Francisco Vila         | Lampre          | a 27'34"  |

### Classifica a punti - Maglia ciclamino
| Pos. | Corridore              | Squadra       | Punti |
| ---- | ---------------------- | ------------- | ----- |
| 1    | Paolo Bettini          | Quick Step    | 169   |
| 2    | Ivan Basso             | Team CSC      | 158   |
| 3    | José Enrique Gutiérrez | Phonak        | 132   |
| 4    | Olaf Pollack           | T-Mobile Team | 104   |
| 5    | Paolo Savoldelli       | Discovery Ch. | 95    |

### Classifica scalatori - Maglia verde
| Pos. | Corridore              | Squadra       | Punti |
| ---- | ---------------------- | ------------- | ----- |
| 1    | Juan Manuel Gárate     | Quick Step    | 64    |
| 2    | Ivan Basso             | Team CSC      | 56    |
| 3    | Fortunato Baliani      | Cer. Panaria  | 52    |
| 4    | Leonardo Piepoli       | Saunier Duval | 32    |
| 5    | José Enrique Gutiérrez | Phonak        | 27    |

### Classifica Gran combinata - Maglia blu
| Pos. | Corridore              | Squadra         | Punti |
| ---- | ---------------------- | --------------- | ----- |
| 1    | Paolo Savoldelli       | Discovery Ch.   | 775   |
| 2    | José Enrique Gutiérrez | Phonak          | 651   |
| 3    | Ivan Basso             | Team CSC        | 595   |
| 4    | Sandy Casar            | Franç. des Jeux | 454   |
| 5    | Paolo Bettini          | Quick Step      | 342   |

### Classifica a squadre - Trofeo Fast Team
| Pos. | Squadra                    | Tempo      |
| ---- | -------------------------- | ---------- |
| 1    | Phonak Hearing Systems     | 274h21'31" |
| 2    | Lampre-Fondital            | a 7'36"    |
| 3    | Discovery Channel          | a 16'05"   |
| 4    | Saunier Duval-Prodir       | a 29'37"   |
| 5    | Ceramiche Panaria-Navigare | a 53'06"   |

### Classifica a squadre - Trofeo Super Team
| Pos. | Squadra                    | Punti |
| ---- | -------------------------- | ----- |
| 1    | Phonak Hearing Systems     | 323   |
| 2    | Saunier Duval-Prodir       | 298   |
| 3    | Ceramiche Panaria-Navigare | 270   |
| 4    | Gerolsteiner               | 262   |
| 5    | Lampre-Fondital            | 260   |